# 普卢瓦拉
普卢瓦拉（法語：Plouvara，法語發音：[pluvaʁa]）是法国阿摩尔滨海省的一个市镇，位于该省中北部，属于圣布里厄区。

## 地理
普卢瓦拉（48°30'25"N, 2°54'55"W）面积22.19 平方千米，位于法国布列塔尼大區阿摩尔滨海省，该省份为法国西北部沿海省份，位于布列塔尼半岛北部，北濒大西洋英吉利海峡，西接菲尼斯泰尔省，南至莫尔比昂省，东临伊勒-维莱讷省。
与普卢瓦拉接壤的市镇（或旧市镇、城区）包括：博克奥、科伊尼亚克、普莱洛、普莱尔讷夫、圣多南、沙泰洛德朗-普卢阿加特。
普卢瓦拉的时区为UTC+01:00、UTC+02:00（夏令时）。

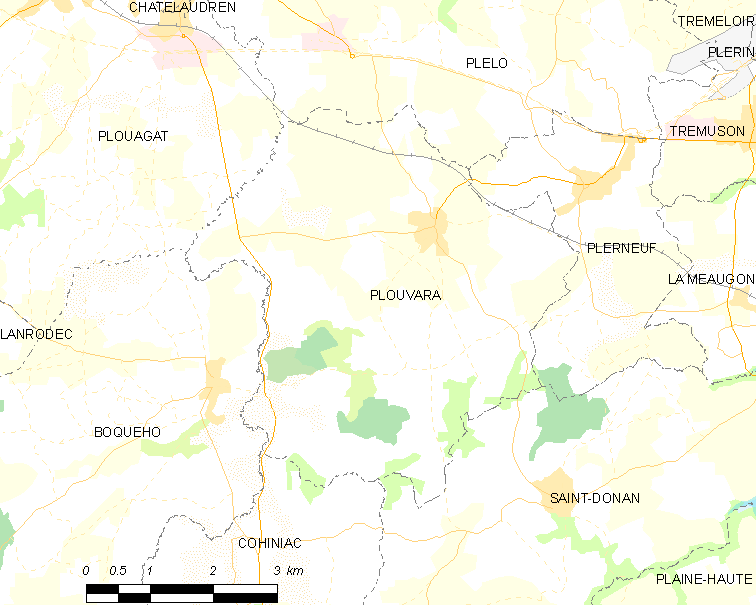
普卢瓦拉的OSM定位图

## 行政
普卢瓦拉的邮政编码为22170，INSEE市镇编码为22234。

## 政治
普卢瓦拉所属的省级选区为普莱洛县。

## 交通
阿摩尔滨海省省道D24线和D45线在境内西部交汇。
普卢瓦拉-普莱讷夫站是巴黎－布雷斯特铁路上的一个车站

## 人口

1962-2008年间普卢瓦拉人口变化图示

普卢瓦拉于2022年1月1日时的人口数量为1149人。